# Zephyranthes susatana
Zephyranthes susatana là một loài thực vật có hoa trong họ Amaryllidaceae. Loài này được Fern.Alonso & Groenend. mô tả khoa học đầu tiên năm 2004.